# Marcus Ljungqvist
Marcus Ljungqvist (Falun, 26 oktober 1974) is een Zweeds voormalig wielrenner.
Hij werd in 1998 prof bij Cantina Tollo en stapte in 2000 over naar Team Fakta. Na zijn debuut bij de profs won hij meerdere wedstrijden. Zo werd hij meermaals kampioen van Zweden en won hij in 2002 de Ronde van Luxemburg.
Van 2010 tot en met 2013 was Ljungqvist ploegleider bij Team Sky.

## Belangrijkste overwinningen
1996
- Zweeds kampioen op de weg, Elite

1998
- Eindklassement Ronde van Zweden
- 2e Etappe Ronde van Japan

1999
- 11e etappe Ronde van Langkawi

2001
- 3e etappe Ronde van Rhodos
- 5e etappe Ronde van Normandië
- Solleröloppet
- Zweeds kampioen op de weg, Elite
- 3e etappe Ronde van Rijnland-Palts

2002
- Parijs-Camembert
- Route Adélie de Vitré
- 2e etappe en eindklassement Ronde van Luxemburg

2005
- Solleröloppet

2006
- 2e etappe Parijs-Corrèze
- 1e etappe Ronde van Spanje (ploegentijdrit)

2007
- UCI ProTour Ploegentijdrit (met Michael Blaudzun, Matthew Goss, Bobby Julich, Luke Roberts, Nicki Sørensen, Christian Vande Velde en David Zabriskie)

2009
- Zweeds kampioen op de weg, Elite

## Resultaten in voornaamste wedstrijden
| Jaar | Ronde van Italië | Ronde van Frankrijk | Ronde van Spanje |
| ---- | ---------------- | ------------------- | ---------------- |
| 1999 |                  | 131e                |                  |
| 2002 |                  |                     |                  |
| 2004 | 63e              | 132e                |                  |
| 2005 |                  | 125e                | 113e             |
| 2006 |                  |                     | 53e              |
| 2007 |                  |                     | 43e              |
| 2008 |                  |                     |                  |
| 2009 |                  |                     |                  |

| Jaar | Gent-Wevelgem | Ronde van Vlaanderen | Parijs-Roubaix | Amstel Gold Race | Luik-Bast.‑Luik | Ronde van Lombardije | Brabantse Pijl | E3 Harelbeke |  | WK op de weg |
| ---- | ------------- | -------------------- | -------------- | ---------------- | --------------- | -------------------- | -------------- | ------------ |  | ------------ |
| 1999 |               |                      |                |                  |                 |                      |                |              |  |              |
| 2002 |               |                      |                | 11e              |                 |                      |                |              |  | 33e          |
| 2004 |               |                      |                |                  |                 |                      | 14e            | 5e           |  |              |
| 2005 | 13e           | 20e                  | 21e            | 21e              | 31e             |                      |                |              |  | 4e           |
| 2006 |               |                      |                |                  |                 |                      | 5e             | 6e           |  |              |
| 2007 |               |                      |                |                  |                 | 52e                  | 16e            |              |  |              |
| 2008 |               |                      |                |                  |                 |                      | 33e            |              |  |              |
| 2009 |               |                      |                |                  |                 |                      | 84e            |              |  |              |